# Pehr Gustaf Cederschjöld

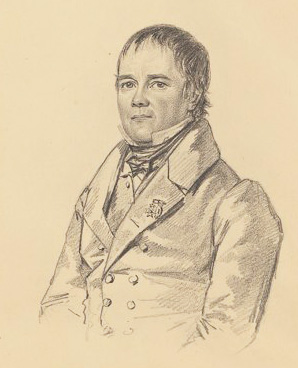
Pehr Gustaf Cederschjöld, Porträt von Maria Röhl (1836)

Pehr Gustaf Cederschjöld (* 4. September 1782 in Sjösås församling, Växjö; † 12. Februar 1848 in Klara församling, Stockholm) war ein schwedischer Arzt, Professor, Politiker und Schriftsteller.

## Leben
Cederschjölds Eltern waren Staffan Casper Cederschiöld und Anna Plantina Laurell. Sein Bruder war der Priester und Philosoph Fredrik Johan Cederschjöld.
Er studierte 1798 an der Universität Lund und promovierte 1809 zum Doktor der Medizin. 1811 wurde er Professor für Anatomie und 1812 erhielt er den Kirurgie magister (dt. Meister der Chirurgie). Ein Jahr später zog er nach Stockholm und übernahm eine außerordentliche Professur für Geburtshilfe am Karolinska-Institut.
1822 wurde er dort ordentlicher Professor und Direktor des Allgemeinen Entbindungskrankenhauses (Allmänna barnbördshuset). Als Chefarzt erließ er unter anderem Maßnahmen zur Bekämpfung des Kindbettfiebers und isolierte die an Wochenbettfieber Erkrankten in einer speziellen Abteilung. Damit war er in diesem Bereich bereits vor Ignaz Semmelweis tätig. Er wies auch darauf hin, dass Ophthalmia neonatorum ansteckend ist. Cederschjöld setzte sich für die Verbesserung der öffentlichen Gesundheitsversorgung in Stockholm ein und verfasste mehrere Handbücher für die Ausbildung von Hebammen. Im Jahr 1830 wurde er Mitglied der Königlich Schwedischen Akademie der Wissenschaften.
Er war Mitglied der Framstegspartie und saß ab 1815 im Schwedischen Ständereichstag.

## Familie
Cederschjöld war ab dem 12. Oktober 1812 mit Cordelia von Wedderkop (1774–1841) verheiratet, der Mutter der Künstlerin Adèle von Wedderkop, deren erste Ehe mit Magnus von Wedderkop 1811 geschieden worden war. Die beiden hatten mit Fredrik August Cederschjöld ein Kind.